# S-Bahn Mittelelbe
Az S-Bahn Mittelelbe egy mindössze csak egy vonalból álló S-Bahn hálózat Magdeburgban és környékén Németországban az Elba völgyében. A 130 kilométeres S-Bahn vonal Wittenberge településről indul, keresztülhalad Magdeburg városán, a végállomása pedig Schönebeck-Salzelmen. miközben 28 állomást érint.
A forgalmat 12 DB 425 sorozatba tartozó villamos motorvonat szolgálja ki. Érdesség, hogy egyike azon németországi kevés S-Bahn hálózatnak, ahol első osztályt is találunk.

## Vasútvonalak
Az S1 jelű S-Bahn járat útja során a Schönebeck–Güsten, a Magdeburg–Lipcse és a Magdeburg–Wittenberge-vasútvonalakat érinti.
Az 1974. szeptember 29-én megindult forgalom kezdetben csak 38 kilométeres hosszúságon zajlott S-Bahn Magdeburg néven. Jelenlegi hosszát több lépcsőben érte el. 2014-ben nevezték át a S-Bahn Mittelelbe  névre, melyet jelenleg is visel.

## Tarifák
Az S-Bahn vonal három részre van osztva díjszabás szerint, melyek a következők:
- „Tarifzone Nord“ (Zielitz és Wolmirstedt)
- „Tarifzone Stadt“ (Magdeburg városi terület)
- „Tarifzone Süd“ (Schönebeck)

## Képgaléria

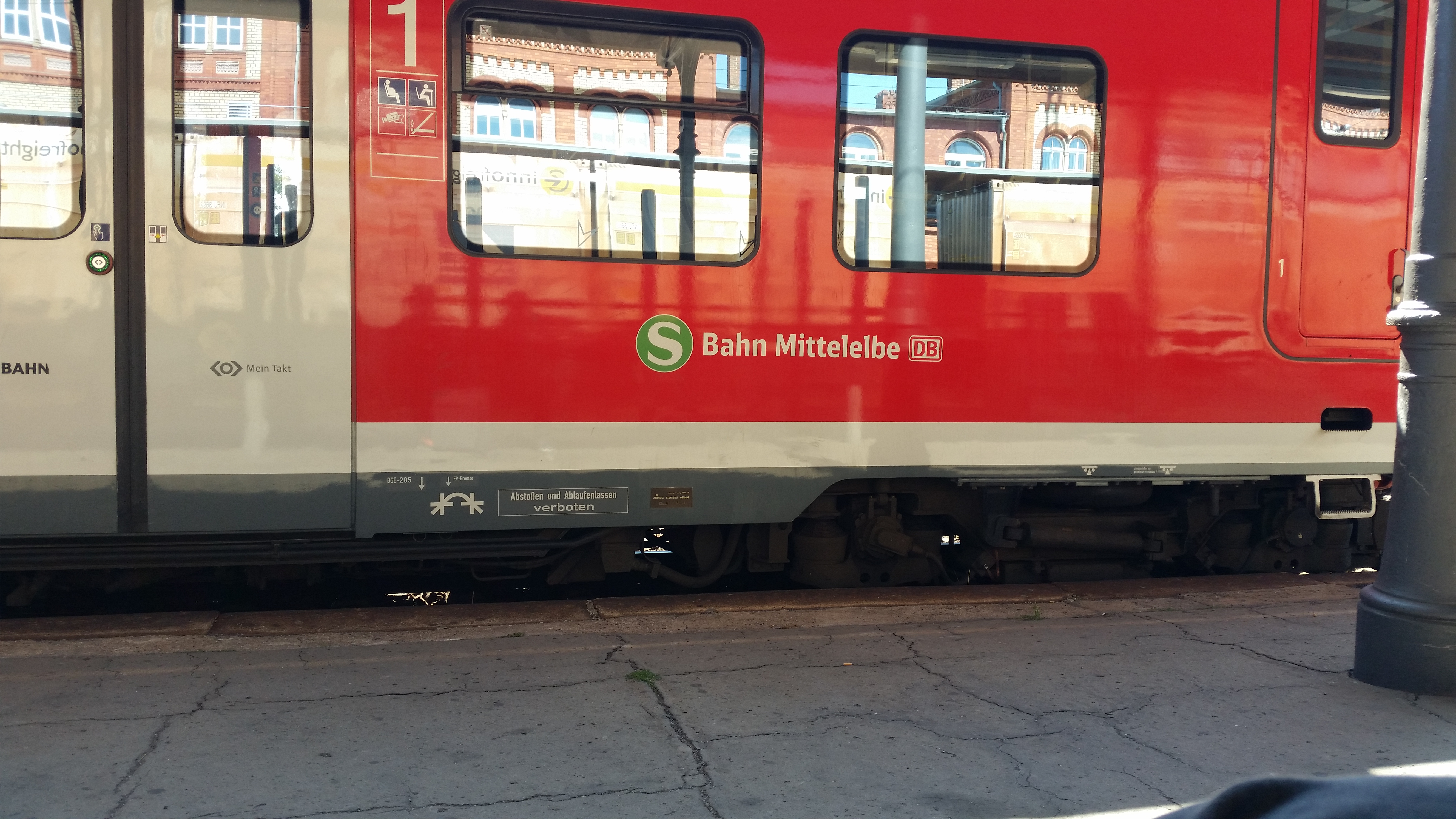
Logó egy S-Bahn szerelvény oldalán
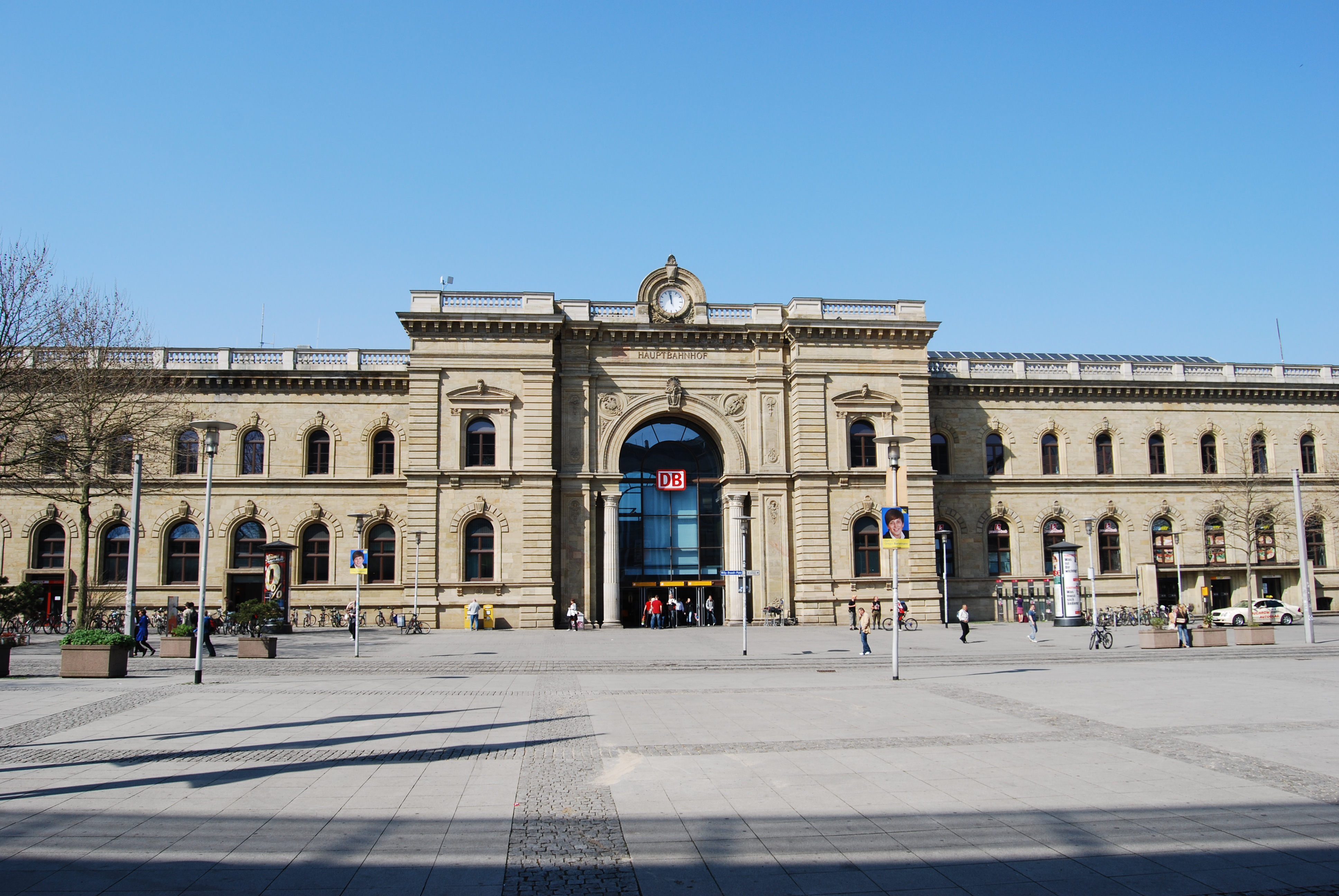
Magdeburg Hauptbahnhof
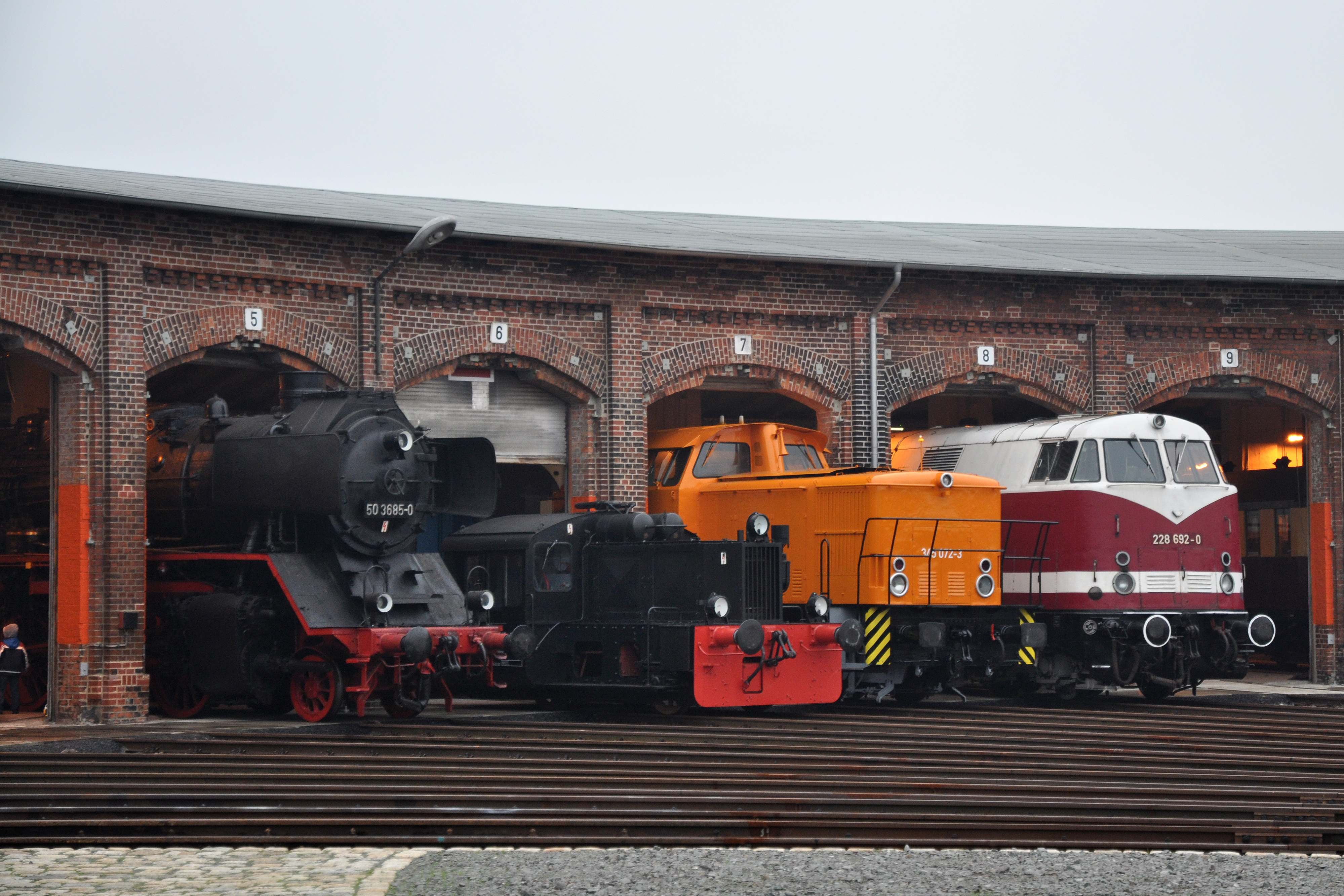
Fűtőház Wittenberge állomásán
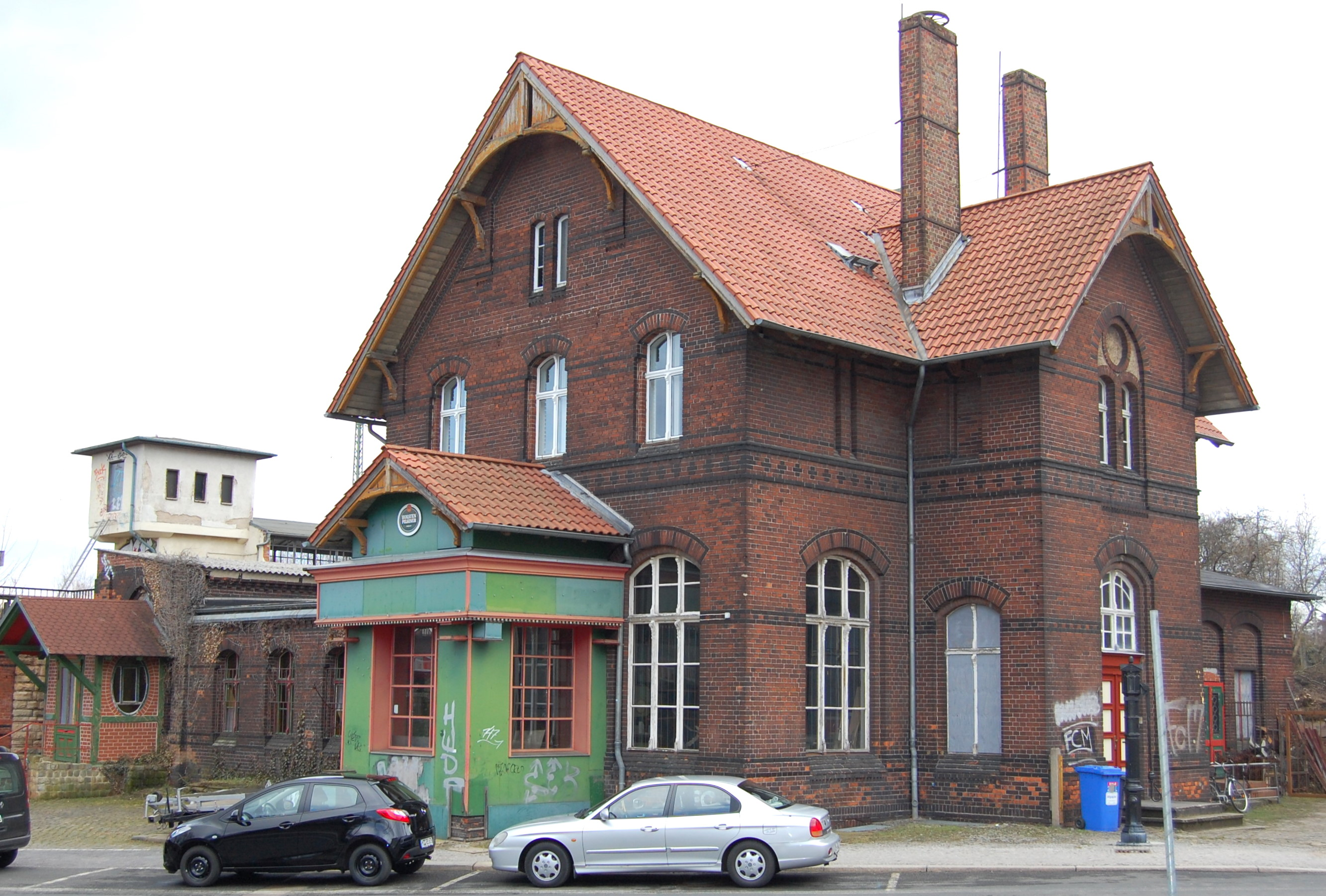
Bahnhof Magdeburg-Südost